# Château de Kasugayama
Le château de Kasugayama (春日山城, Kasugayama-jō) était la première forteresse du seigneur de guerre japonais Uesugi Kenshin durant l'époque Sengoku. Situé dans la ville moderne de Jōetsu, préfecture de Niigata, il fut construit et dirigé à l'origine par le clan Nagao.
Uesugi Kenshin, à l'origine, Nagao Kagetora, devint seigneur du château en 1548. Après sa mort en 1578, son neveu Uesugi Kagekatsu en prit le contrôle après une brève série de batailles contre Kagetora Uesugi, le fils adoptif de Kenshin à propos de la succession. Vingt ans plus tard, le clan Hori devint propriétaire de Kasugayama. Les membres du clan décidèrent cependant que l'endroit n'était pas approprié pour diriger la zone aussi construisirent-ils un nouveau château à Fukushima. En 1607, les derniers seigneurs du château l'abandonnèrent.
Le château de Kasugayama est aussi connu sous le nom de « château de Hachigamine », le nom Kasuga (littéralement « journée de printemps ») venant d'un lien avec Kasuga-taisha, un important sanctuaire shinto à Nara.
Le château de Kasugayama est considéré comme un des cinq plus grands châteaux de montagne avec le château de Nanao, le château d'Odani, le château de Kannonji et le château de Gassantoda.